# Semana Santa en Albacete
La Semana Santa de Albacete es un gran evento de carácter religioso, social y cultural que se celebra cada año en la ciudad española de Albacete. Declarada de Interés Turístico Nacional, las procesiones arrancan el Viernes de Dolores y finalizan el Domingo de Resurrección, en un intervalo de diez días.

## Historia
En el siglo XVI ya existían cofradías en Albacete que desfilaban en Semana Santa acompañando los nazarenos a cada imagen o paso. Durante el siglo XVIII se celebraban procesiones con la participación activa de los gremios de artesanos de la ciudad. Son pasos de esta época el de Jesús del Prendimiento, el de la Columna, el de Jesús Nazareno, el del Santo Entierro, el de la Oración en el Huerto, el del Ecce Homo, el de San Juan, el de la Magdalena, el de la Verónica o el de la Santa Cruz.
La guerra civil española (1936-1939) supuso la pérdida de la mayoría de los pasos de la Semana Santa albaceteña. Una vez finalizada, las cofradías más antiguas como Nuestra Señora de la
Piedad, el Santísimo Cristo de La Agonía, Nuestro Padre Jesús Nazareno, Nuestra Señora de los Dolores, San Juan Evangelista o Nuestra Señora de la Soledad se reorganizaron con el fin de recuperar el patrimonio artístico perdido y se fundaron otras nuevas como la del Descendimiento, Nuestra Señora de la Esperanza La Macarena, Nuestro Padre Jesús de Medinaceli, Silencio y Santo Vía Crucis, Santo Sepulcro o Entrada Triunfal de Jesús en Jerusalén.
En el 2000 la Semana Santa de Albacete concedió el título de cofrade de honor a José Bono, presidente de Castilla-La Mancha entre 1983 y 2004. En el siglo XXI surgieron nuevas cofradías. En 2019 Correos emitió un sello dedicado a la Semana Santa de Albacete, declarada de Interés Turístico Nacional. La ediciones de 2020 y 2021 fueron canceladas como consecuencia de la pandemia de COVID-19.

## Costumbres y tradiciones
En la Semana Santa de Albacete participan de forma directa más de 10 000 personas, entre cofrades, costaleros y músicos, junto a un gran número de penitentes. El pregón de la Semana Santa de Albacete da inicio a la celebración.
En esta celebración los nazarenos reparten caramelos al público asistente a las procesiones, especialmente a los niños. La imagen de cada paso es llevada por costaleros sobre la espalda.
Cada cortejo procesional suele estar formado por una imagen, que se sitúa al final de cada paso. Al comienzo se ubica la banda de música de nazarenos acompañada por dos filas de nazarenos a ambos lados, que pueden llevar velas o enseres como faroles, los cuales reparten caramelos. Tras las imágenes se sitúan las personas que han prometido hacer penitencia a cambio de algún favor así como las máximas autoridades de cada cofradía como su presidente. Cierra las procesiones la imagen de la Virgen de Los Llanos y su banda de música.
Además, las cofradías llevan a cargo otras actividades, dentro de los tres pilares sobre los que se basan: formación, culto y caridad. Son múltiples las obras asistenciales como financiar comedores sociales, donar alimentos o atender a personas mayores y/o enfermas.
La Junta de Cofradías de Albacete se encarga de la organización de la Semana Santa y de agilizar trámites y acuerdos con las instituciones oficiales y de todo lo relativo al recorrido oficial.
La Semana Santa albaceteña profesa un gran fervor popular. Entre las formas de expresión artística más destacadas se encuentra la saeta.

## Procesiones
Las procesiones de la Semana Santa albaceteña son las siguientes:
- Viernes de Dolores:

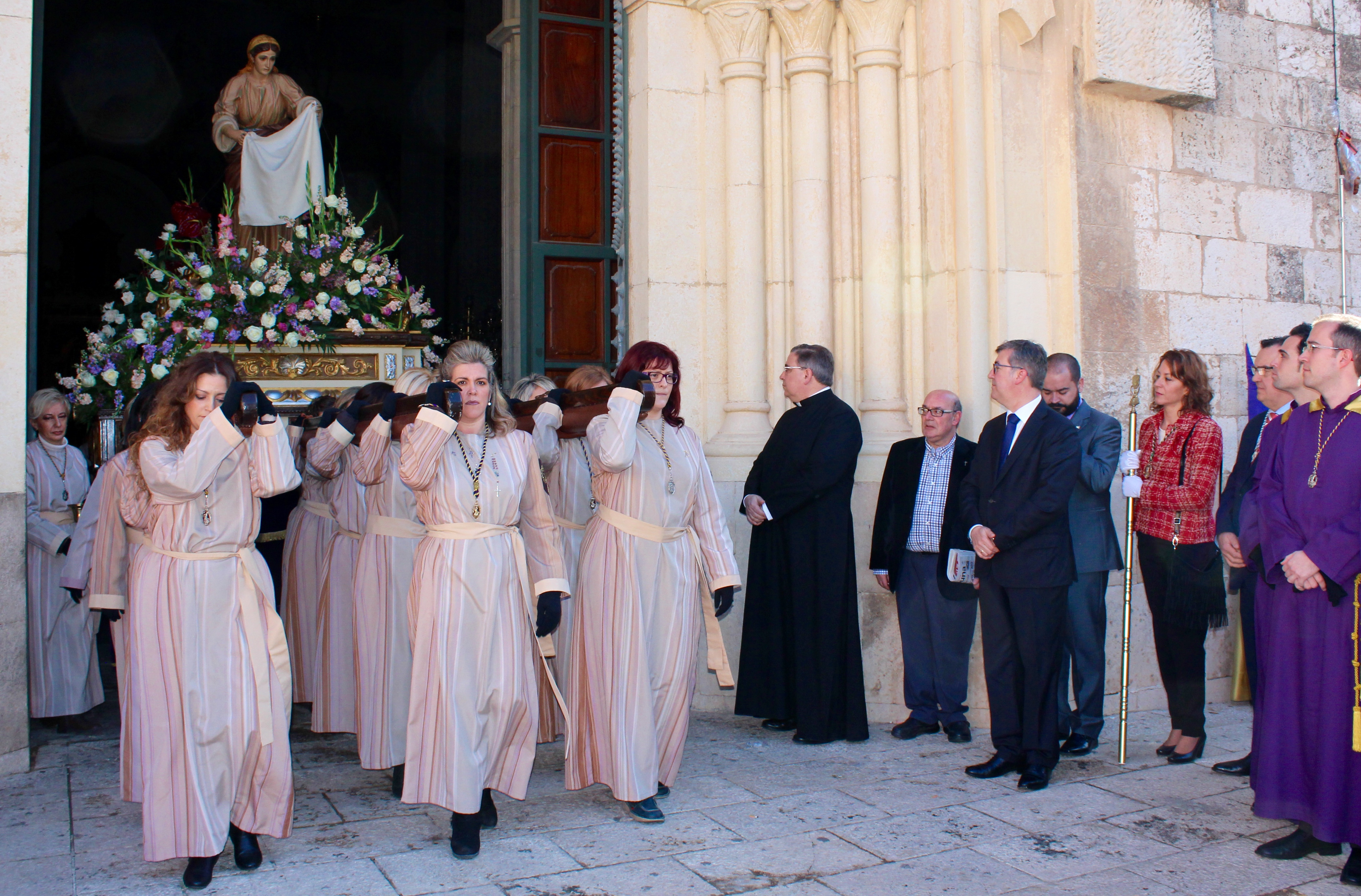
Procesión del Encuentro

  - Procesión del Santísimo Cristo de las Misericordias
  - Procesión Vía Matris

- Sábado de Pasión:
  - Procesión del Santísimo Cristo de la Coronación de Espinas

- Domingo de Ramos:
  - Procesión de las Palmas

- Lunes Santo:
  - Procesión "Dejad que los niños se acerquen a mí"

- Martes Santo:
  - Procesión de la Oración en el Huerto

- Miércoles Santo:
  - Procesión de la Pasión

- Jueves Santo:
  - Procesión del Encuentro
  - "Verónica"
  - El Encuentro
  - Procesión del Calvario
  - Procesión del Santísimo Cristo de la Expiración acompañado de su madre Nuestra Señora de la Soledad
  - Procesión de Nuestro Padre Jesús de Medinaceli
  - Procesión Dolor en la noche
  - Procesión del Silencio

- Viernes Santo:
  - Procesión de Nuestro Padre Jesús en su Caída
  - Procesión del Santo Vía Crucis
  - Solemne Procesión del Santo Entierro

- Sábado Santo:
  - Procesión de Nuestra Señora de la Amargura
  - Procesión de Nuestra Señora de la Soledad
  - Procesión de Nuestra Señora de la Esperanza "Macarena"
  - Procesión de Nuestra Señora de los Dolores
  - Traslado del Cristo de las Misericordias a su capilla en el Cementerio Municipal
  - Tamborada

- Domingo de Resurrección:
  - Procesión del Resucitado
  - Procesión Santa María Magdalena, San Pedro y San Juan del Mayor Dolor y Nuestra Señora del Mayor Dolor
  - El Encuentro

## Cofradías

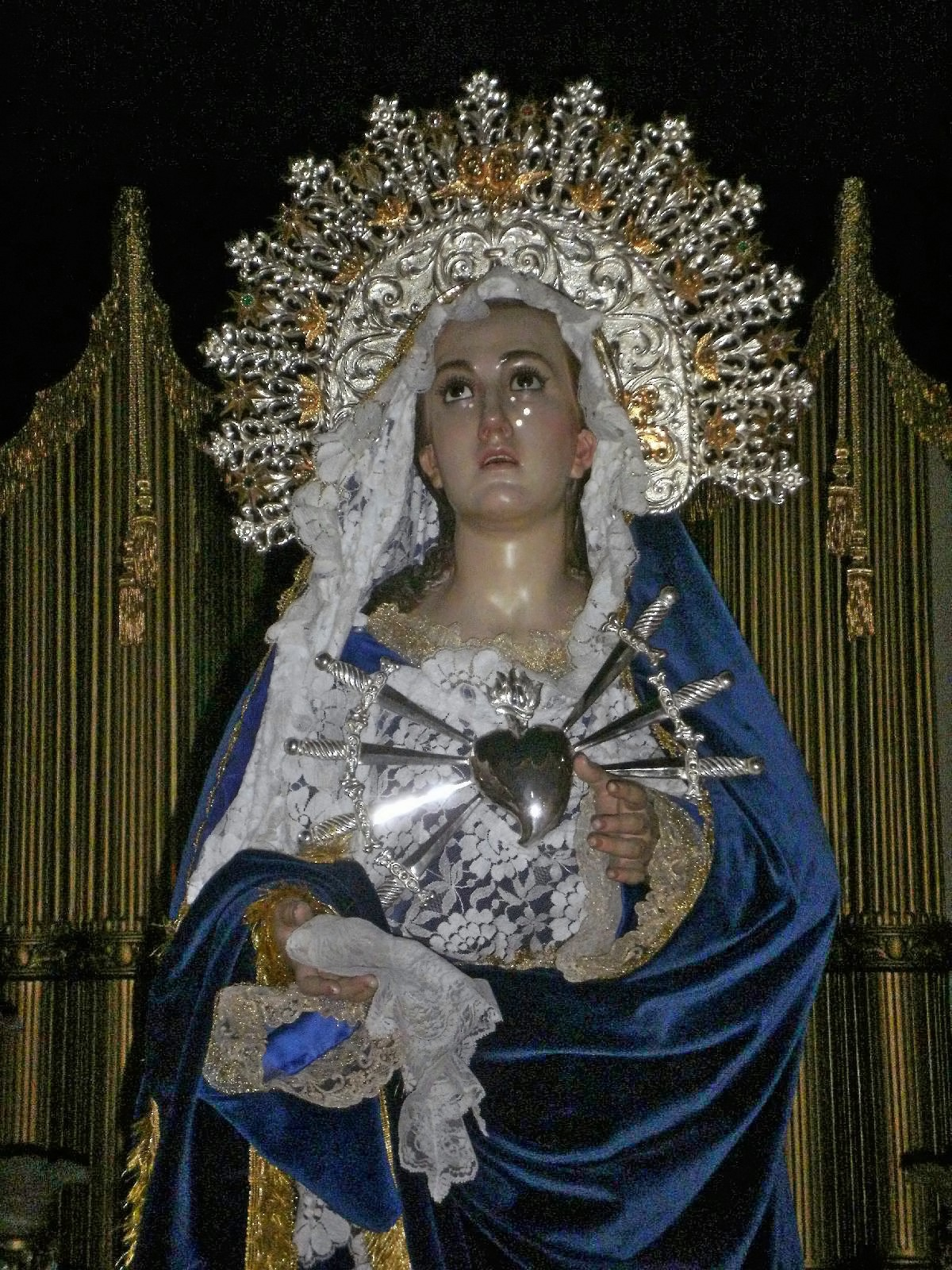
La Cofradía de Nuestra Señora de los Dolores, Jesús de la Pasión en su caída y Cristo Resucitado, fundada en 1761, es la más antigua de Castilla-La Mancha

La Semana Santa de Albacete se compone de las siguientes 15 cofradías:
- Cofradía de Nuestra Señora de los Dolores, Jesús de la Pasión en su caída y Cristo Resucitado
- Congregación-Cofradía de Nuestra Señora de las Angustias
- Cofradía de Nuestra Señora Reina de la Esperanza Macarena, Santísimo Cristo de la Esperanza y Traición de Judas
- Cofradía de Nuestra Señora del Mayor Dolor
- Hermandad y Cofradía de San Juan Evangelista
- Cofradía del Santísimo Cristo de la Agonía y Nuestra Señora de la Amargura
- Cofradía de Nuestro Padre Jesús Nazareno
- Cofradía de Santa María Magdalena
- Real e Ilustre Esclavitud Nuestro Padre Jesús Nazareno de Medinaceli
- Cofradía del Silencio y Santo Vía Crucis
- Cofradía de Nuestra Señora de la Soledad y Ecce Homo
- Cofradía de Nuestro Padre Jesús de la Oración en el Huerto
- Cofradía del Santísimo Cristo de la Coronación de Espinas
- Venerable, Antigua y Penitencial Cofradía del Santísimo Cristo de la Sangre
- Cofradía de Nuestra Señora del Calvario

## Imaginería
Albacete cuenta con un valioso patrimonio artístico constituido por un total de 36 tallas, imágenes o grupos escultóricos. Entre las imágenes se encuentran: El Nazareno, Oración en el Huerto, Ecce Homo, El Descendimiento, El Santo Entierro, La Verónica, Cristo del Silencio, Nuestra Señora de la Soledad, Cristo de las Misericordias o El Resucitado.
Son escultores de la imaginería albaceteña, entre otros, Luis Marco Pérez, José Zamorano Martínez, José Díes López, Juan González Moreno, Manuel Hernández León, Rafael Grafiá Jornet, Francisco Salzillo y Alcaraz o Enrique Casterá Masiá.

## Museo
Entre los proyectos actuales de la Junta de Cofradías de Albacete se encuentra la creación de un museo de la Semana Santa en el que mostrar al público la historia, el valioso patrimonio imaginero o la vestimenta de esta fiesta declarada de interés turístico nacional.